# Sinoxylon pygmaeum
Sinoxylon pygmaeum är en skalbaggsart som beskrevs av Pierre Lesne 1897. Sinoxylon pygmaeum ingår i släktet Sinoxylon och familjen kapuschongbaggar. Inga underarter finns listade i Catalogue of Life.

## Bildgalleri

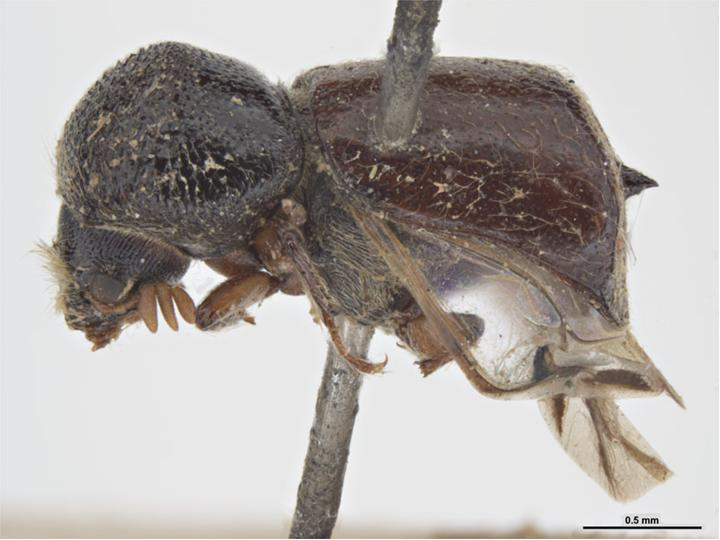